# 里斯本記憶迷宮
《里斯本記憶迷宮》（葡萄牙語：Cavalo Dinheiro）是2014年的電影作品，為葡萄牙導演佩德羅·科斯塔執導的第六部長片，於盧卡諾影展競賽單元首映，並獲得最佳導演獎。

## 劇情
年老的維德角移民凡圖拉在陰鬱的醫院裡錯縱複雜的通道裡迴盪和沉吟，他神智開始錯亂，手也不斷抽搐，與故友、鬼魂、鄉愁交談；1973年康乃馨革命發生時，這群黑人移民驚惶害怕，革命發生後至今近40年，這些移民仍未享受當初承諾的美好未來。

## 評價
2014年，《里斯本記憶迷宮》被英國電影雜誌視與聽列為年度佳片第3名（與《纏繞之蛇》並列），僅次於《年少時代》、《告別語言》；隔年在英國上映後，再度被視與聽年度佳片第19名。2015年，美國電影網站Indiewire將本片列為年度榜單第15名。

## 獎項
| 獎項                     | 獎項                      | 受獎者                           | 階段／結果 |
| ------------------------ | ------------------------- | -------------------------------- | ---------- |
| 第67屆盧卡諾影展         | 金豹獎                    | 佩德羅·科斯塔 《里斯本記憶迷宮》 | 提名       |
| 第67屆盧卡諾影展         | 最佳導演獎                | 佩德羅·科斯塔                    | 獲獎       |
| 第67屆盧卡諾影展         | 唐吉訶德獎                | 佩德羅·科斯塔                    | 獲獎       |
| Prémio Autores           | 最佳影片                  | 《里斯本記憶迷宮》               | 提名       |
| Prémio Autores           | 最佳劇本                  | 佩德羅·科斯塔                    | 提名       |
| 葡萄牙電影部落客獎       | 最佳葡萄牙電影            | 《青春向前行》                   | 獲獎       |
| 葡萄牙電影部落客獎       | 最佳導演                  | 佩德羅·科斯塔                    | 獲獎       |
| 葡萄牙電影部落客獎       | 最佳男主角                | Ventura                          | 提名       |
| 葡萄牙電影部落客獎       | 最佳劇本                  | 佩德羅·科斯塔                    | 獲獎       |
| 葡萄牙電影部落客獎       | 最佳歐洲電影              | 《青春向前行》                   | 提名       |
| 第14屆山形國際紀錄片影展 | 羅伯與法蘭西斯·佛萊厄提獎 | 佩德羅·科斯塔 《里斯本記憶迷宮》 | 獲獎       |

## 外部連結
- 官方网站
- 互联网电影数据库（IMDb）上《里斯本記憶迷宮》的资料（英文）
- AllMovie上《里斯本記憶迷宮》的资料（英文）
- Metacritic上《里斯本記憶迷宮》的資料（英文）
- 爛番茄上《里斯本記憶迷宮》的資料（英文）